# Gentry Lee
Œuvres principales
- Rama II

Bert Gentry Lee, né le 29 mars 1942 à New York, est ingénieur en chef pour les missions d'exploration du système solaire au Jet Propulsion Laboratory, écrivain américain de science-fiction, producteur de télé et éditorialiste. Il est père de sept garçons.

## Études et carrière scientifique
Gentry Lee a obtenu un Bachelor of Arts Summa Cum Laude de l'Université du Texas à Austin en 1963 et un Master of Science du Massachusetts Institute of Technology en 1964. Il a ensuite été à l'Université de Glasgow, en Écosse, pendant un an, grâce à une prestigieuse bourse Marshall.
Après ses études, Gentry Lee a été directeur de l'analyse scientifique et planificateur de mission pour le Programme Viking au Jet Propulsion Laboratory. Les sondes Viking 1 et Viking 2 ont été les premiers engins robotisés sur la surface d'une autre planète que la Terre. Pendant les 5 mois que ces atterrisseurs ont été actifs sur Mars, M. Lee était responsable des activités journalières des quelque 200 scientifiques de la mission. 
Plus tard, dans les années 1980, M. Lee a été ingénieur en chef de projet pour le Projet Galileo, une mission de la NASA responsable de la sonde lancée en 1989 pour explorer Jupiter et ses satellites. Comme ingénieur en chef, Lee était responsable des systèmes informatiques de la mission.

## Vulgarisation scientifique
De 1976 à 1981, Gentry Lee a collaboré avec Carl Sagan à la création, au design, au développement et à l'implémentation de la série documentaire télévisée Cosmos. 
Dans les dernières années, M. Lee a donné plusieurs conférences autour du monde sur des sujets reliés au futur, à l'espace aux sciences et aux technologies[réf. souhaitée]. Ses propos informatifs et anecdotiques couvrent plusieurs sujets: les défis qui attendent l'humanité au XXIe siècle, l'exploration des planètes, les extraterrestres dans les faits et dans la fiction, la signification des bibliothèques dans l'histoire et l'importance critique de la maîtrise des sciences dans les démocraties occidentales.[réf. souhaitée]

## Contributions à la science-fiction
Comme auteur, Gentry Lee est connu pour sa coécriture avec Arthur C. Clarke de La Terre est un berceau (titre original : Cradle) en 1988, et des trois romans qui font suite au succès de Clarke de 1972 Rendez-vous avec Rama (titre original : Rendez-vous with Rama) : Rama II (titre original : Rama II) en 1989, Les Jardins de Rama (titre original : The Garden of Rama) en 1991 et Rama révélé (titre original : Rama Revealed) en 1993. Après ces romans en collaboration, il a signé trois autres romans de science-fiction seul. Deux d'entre eux se passent dans l'univers de Rama (Bright Messengers et Double Full Moon Night), et l'autre y fait quelques références (Tranquility Wars). 
En 2009, Gentry a été le narrateur d'une émission spéciale de deux heures à Discovery Channel intitulée Are We Alone (littéralement Sommes-nous seuls) qui examine la possibilité de vie sur un autre corps du système solaire.